# Montes Spitzbergen
Montes Spitzbergen är en bergskedja på nordvästra delen av den sida av månen som vetter mot jorden. Montes Spitzbergen har fått sitt namn av den engelska astronomen Mary Adela Blagg efter Spetsbergen, den största ön i ögruppen Svalbard på jorden, på grund av dess yttre likhet med ön Spetsbergen.
Montes Spitzbergen ligger i den östra delen av månhavet Mare Imbrium. Den sträcker sig omkring 60 kilometer i nord-sydlig riktning och är helt omgiven av Mare Imbrium. Dess högsta höjd är 1 500 meter. Tre stora kratrar ligger i närheten: Archimedes i söder, Autolycus i sydost och Aristullus i öster. Mellan Montes Spitzbergen och dessa kratrar ligger det lilla månhavet Sinus Lunicus, som kan betraktas som en del av Mare Imbrium. Norr om Montes Spitzbergen ligger den mindre kratern Kirch, helt omgiven av Mare Imbrium.